# オリガ・クゼンコワ
オリガ・クゼンコワ（ロシア語: Ольга Сергеевна Кузенкова、1970年10月4日 - ）は、ロシアの女子陸上選手である。2004年アテネオリンピックの女子ハンマー投金メダリスト。彼女は、女性ではじめてハンマー投で70メートルスローを記録した選手である。ロシア西部のスモレンスク出身。
2013年4月にドーピングによりロシア陸上競技連盟から2005年世界陸上競技選手権大会（第10回世界陸上ヘルシンキ大会）金メダルなどのタイトルを剥奪され、2年間の出場停止処分を受けた。

## 主な実績
| 年   | 大会             | 場所                       | 種目       | 結果 | 記録    |
| ---- | ---------------- | -------------------------- | ---------- | ---- | ------- |
| 1998 | ヨーロッパ選手権 | ブダペスト（ハンガリー）   | ハンマー投 | 2位  | 69.28 m |
| 1999 | 世界選手権       | セビリア（スペイン）       | ハンマー投 | 2位  | 72.56 m |
| 2000 | オリンピック     | シドニー（オーストラリア） | ハンマー投 | 2位  | 69.77 m |
| 2001 | 世界選手権       | エドモントン（カナダ）     | ハンマー投 | 2位  | 70.61 m |
| 2002 | ヨーロッパ選手権 | ミュンヘン（ドイツ）       | ハンマー投 | 1位  | 72.94 m |
| 2003 | 世界選手権       | パリ（フランス）           | ハンマー投 | 2位  | 71.71 m |
| 2004 | オリンピック     | アテネ（ギリシャ）         | ハンマー投 | 1位  | 75.02 m |
| 2005 | 世界選手権       | ヘルシンキ（フィンランド） | ハンマー投 | DQ   | -       |

## 自己最高記録
- ハンマー投 - 75.68 m （2000年6月4日）[2]